# Carex decolorans
Carex decolorans är en halvgräsart som beskrevs av Christian Friedrich Heinrich Wimmer. Carex decolorans ingår i släktet starrar, och familjen halvgräs. Inga underarter finns listade i Catalogue of Life.